# Defensiekanaal

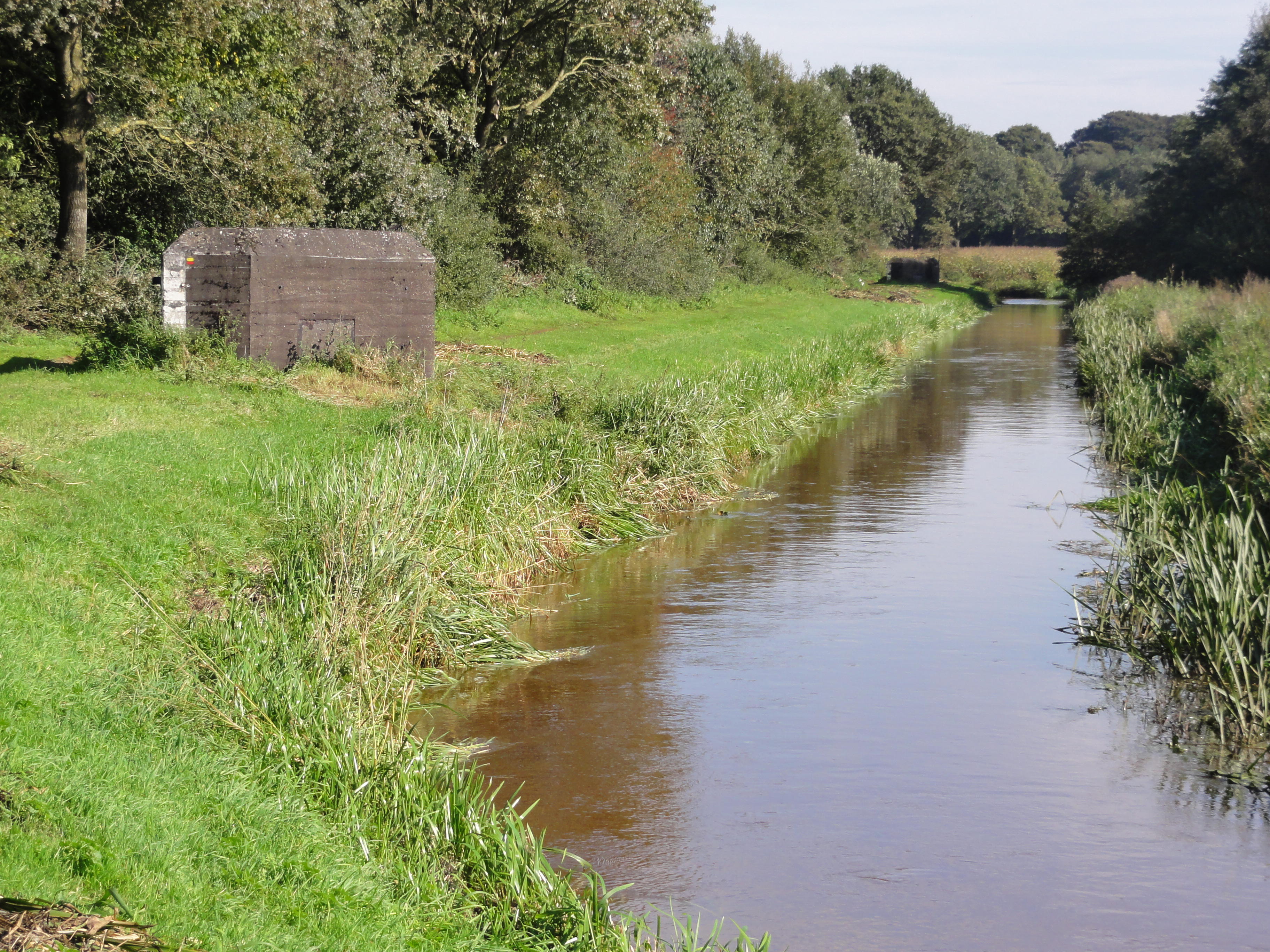
Defensiekanaal met kazematten bij Mill

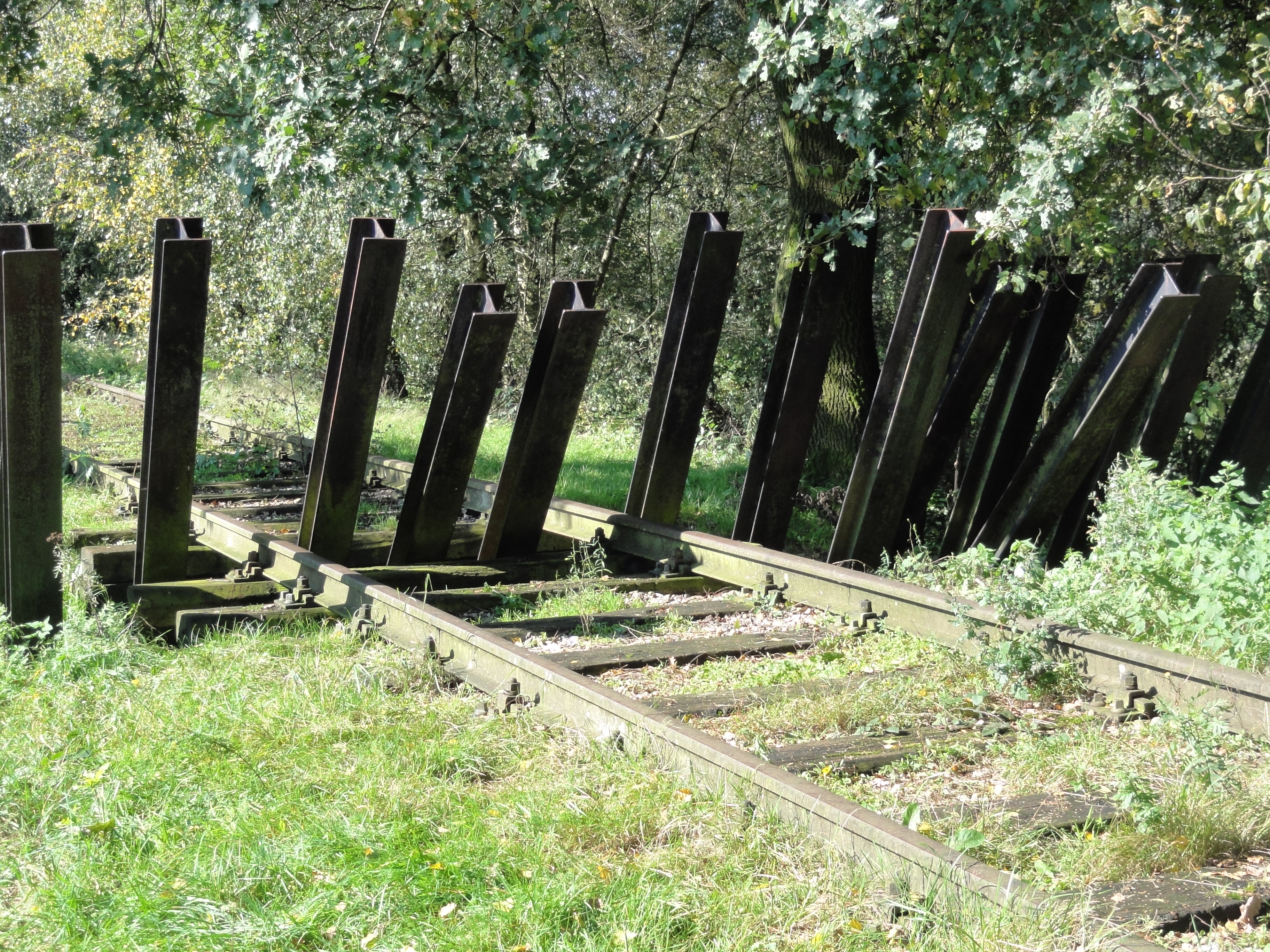
Defensiekanaal: aspergeversperring

Het Defensiekanaal of Peelkanaal werd in 1939 in de Peel gegraven - vanaf Griendtsveen - als onderdeel van de Peel-Raamstelling. Het kanaal reikt tot de Raam, een riviertje boven Mill. Het deed dienst als afwateringskanaal en antitankgracht, waardoor het al snel de naam Defensiekanaal kreeg.
Aan de westzijde werd een 80 kilometer lange verdedigingslinie gebouwd met mijnenvelden, kazematten, prikkeldraadversperringen en daarachter loopgraven. Deze werd de Peel-Raamstelling genoemd. De destijds aanwezige spoorlijn (het zogenaamde Duits Lijntje) is aan het begin van de oorlog voorzien van een inderhaast aangelegde aspergeversperring aan weerszijden van de brug bij Mill over het Defensiekanaal.
Het Defensiekanaal was een typisch Nederlands economisch product. Het was door Defensie gewenst, maar omdat het door werklozen werd aangelegd, betaalden andere departementen mee. Zo werden meerdere vliegen in één klap geslagen.
De Peel-Raamstelling speelde in de Nederlandse defensiestrategie een voorname rol voor de Tweede Wereldoorlog. Die stelling was geconstrueerd achter het Defensiekanaal en de Zuid-Willemsvaart, die van de Raam in het noorden tot aan Weert in het zuiden liep. In de stelling en de veiligheidszone erachter zouden volgens de oorspronkelijke strategie in 1939 het IIIe Legerkorps en de Lichte Divisie liggen, zo'n 35.000 man. Met de wisseling van de opperbevelhebbers in februari 1940 veranderde de strategie. De Peel-Raamstelling zou nog slechts een zwakke bezetting houden en de rest van de troepen zouden zich in de eerste oorlogsnacht binnen de Vesting Holland terugtrekken.
Toen de Duitsers op 10 mei 1940 Nederland binnenvielen, werd op 10 en 11 mei op sommige locaties langs het Defensiekanaal fel gevochten. Met name de Slag bij Mill was hevig en duurde meer dan 24 uur. De gevechten die zuidelijker in de Peel-Raamstelling werden uitgevochten, vonden vooral plaats in de sector van de stelling die achter de Zuid-Willemsvaart was geconstrueerd.